# Entre dos aguas
Entre dos aguas és una pel·lícula documental dirigida per Isaki Lacuesta l'any 2018. Conquilla d'Or a la millor pel·lícula en el Festival Internacional de Cinema de Sant Sebastià, va obtenir també 9 nominacions als Premis Gaudí de 2019, guanyant-ne 7 Lacuesta va recuperar els personatges de la seva anterior pel·lícula, La leyenda del tiempo, per compondre un document en el qual es barregen la realitat i la ficció.

## Argument
Isra i Cheíto són dos germans que han anat per camins separats. Quan Isra surt de la presó i acaba la llarga missió de Cheíto en la Marina, tots dos tornen a l'Illa de San Fernando, la seva ciutat natal. La reunió dels germans refrescarà el record de la mort violenta del seu pare quan encara eren petits, mentre que la necessitat de restablir-se i reincorporar-se els tornarà a unir.

## Repartiment
- Israel Gómez Romero: Isra
- Francisco José Gómez Romero: Cheíto
- Óscar Rodríguez
- Rocío Rendón
- Yolanda Carmona
- Lorrein Galea
- Manuel González del Tanago

## Crítica
- És pur cinema (...) Isaki Lacuesta és testimoniatge social i poesia visual. (...) 136 minuts de felicitat (que podrien haver-se reduït una mica) però que deixen pas a múltiples reflexions."[4]

- "Lacuesta els filma amb respecte i sense paternalismes (...) aquesta pel·lícula ens concerneix: perquè és la vida frame a frame. Perquè és veritat. Perquè és la millor pel·lícula espanyola de l'any. (…) Puntuació: ★★★★★ (sobre 5)"[5]

- "Impressionant i molt humana (...) Fusiona la urgència, l'espontaneïtat i l'empatia d'un documental amb la destresa artística de la ficció de qualitat"[6]

## Premis
- 2018: Premis Goya: Nominada a Millor pel·lícula i Millor director
- 2018: Festival de Sant Sebastià: Conquilla d'Or - millor pel·lícula
- 2018: Festival de Mar del Plata: Millor pel·lícula i actor (Gómez Romero)
- 2018: Premis Feroz: Premi especial
- 2018: Premis Gaudí: 7 premis incloent Gaudí a la millor pel·lícula en llengua no catalana i director